# Leptosphaeria lactuosa
Leptosphaeria lactuosa är en svampart som beskrevs av Niessl ex Sacc. Leptosphaeria lactuosa ingår i släktet Leptosphaeria och familjen Leptosphaeriaceae.   Inga underarter finns listade i Catalogue of Life.